# Loenhout

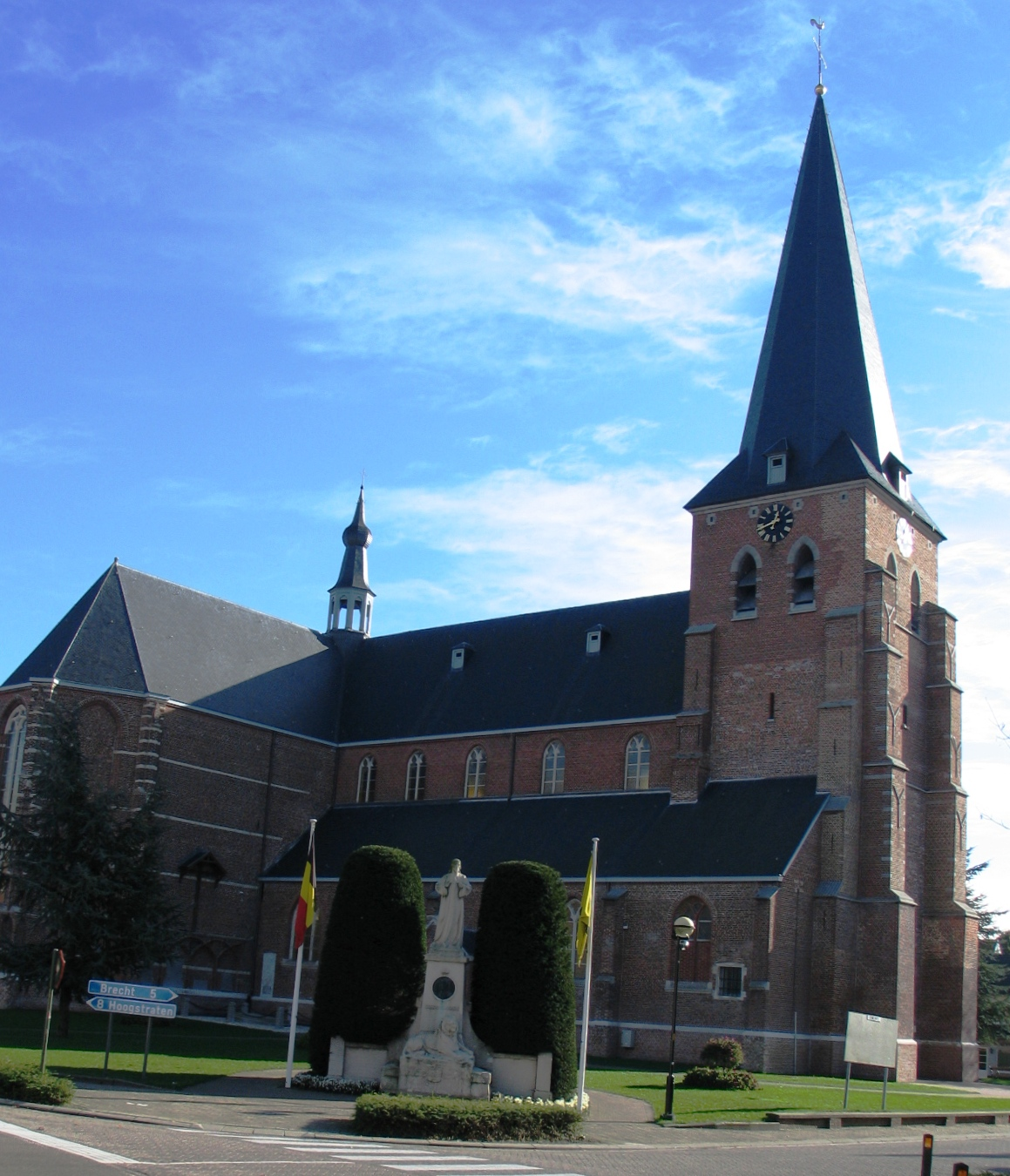
Sint-Petrus en Pauluskerk

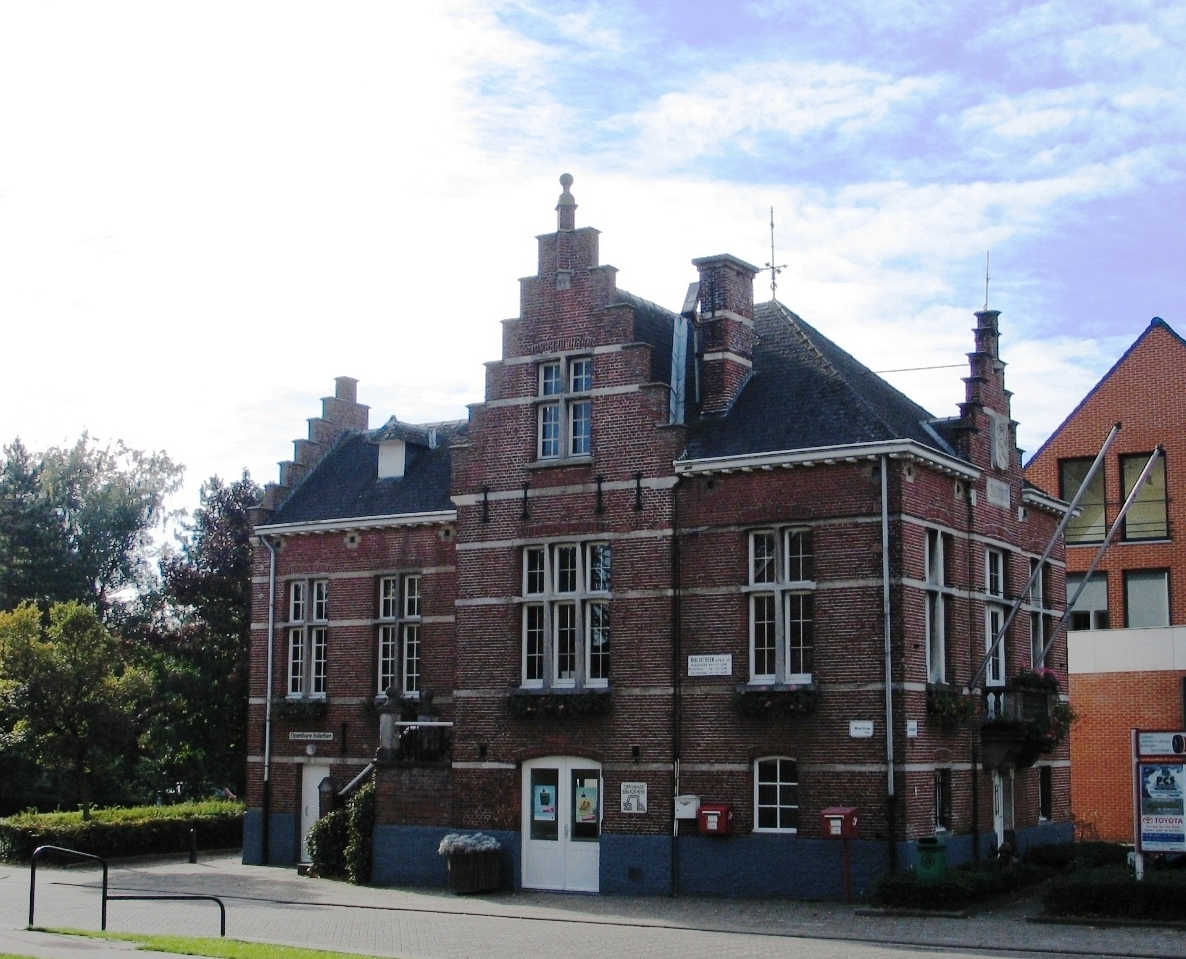
Voormalig gemeentehuis

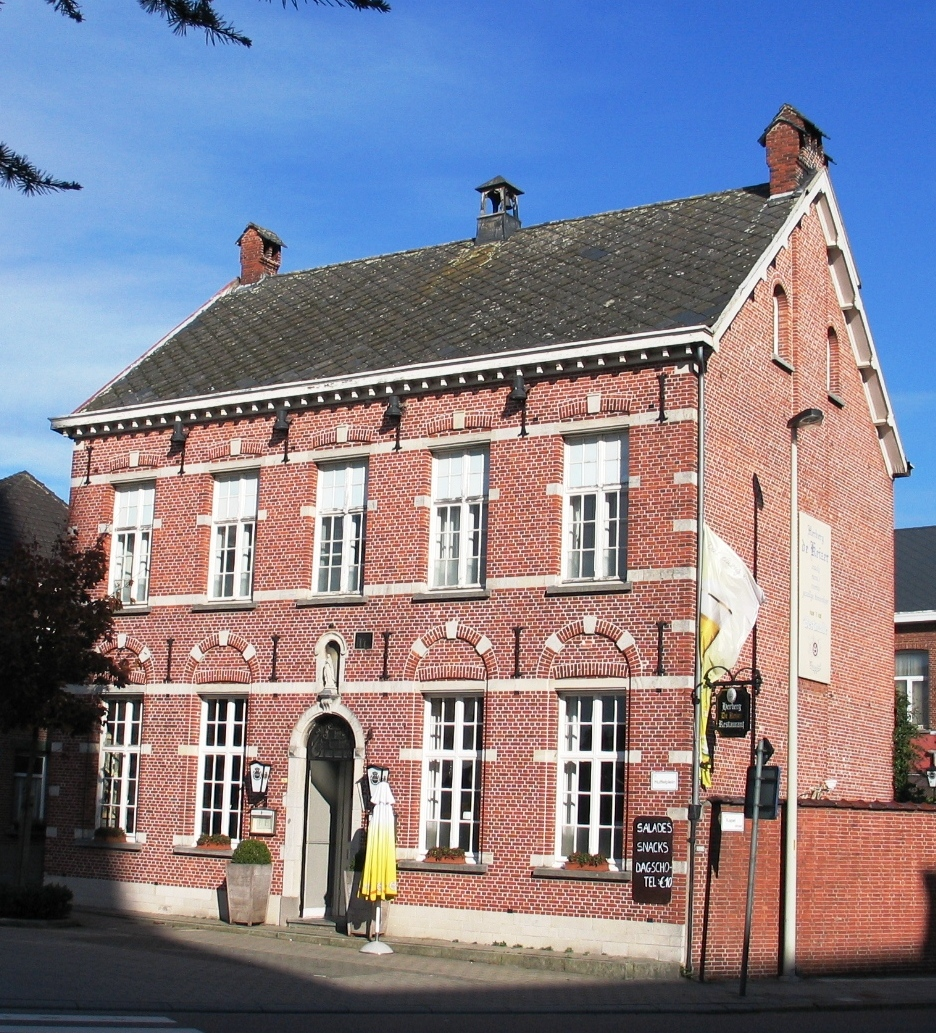
Herberg De Keizer

Loenhout is een dorp en deelgemeente van de gemeente Wuustwezel in de Belgische provincie Antwerpen. Het ligt tegen de grens met Nederland. Loenhout was een zelfstandige gemeente tot aan de gemeentelijke herindeling van 1977.

## Geschiedenis
Loenhout bestond uit twee heerlijkheden: Loenhout en Poppendonk, die respectievelijk een achterleen van Hoogstraten en een leen van de Hertog van Brabant waren. Beide heerlijkheden hadden tot in de 16e eeuw dezelfde heer. Heren waren vanaf de 16e eeuw leden van de families Van der Marck en De Ligne en daarna nog diverse andere families.
Al in de 13e eeuw was er een parochie, mogelijk gesticht door de Heren van Breda. In 1277 kwam het patronaatsrecht aan de Sint-Bernardusabdij te Hemiksem.
Onder keizerin Maria Theresia (2e helft 18e eeuw) begon men met de ontginning van de woeste gronden en van toen af aan ontwikkelde de landbouw zich. In de 2e helft van de 20e eeuw was er sprake van intensieve veehouderij (varkens en pluimvee).
De gemeente Loenhout fuseerde in 1977. De Loenhoutse burgemeester Jos Ansoms werd burgemeester van de fusiegemeente.
Op 10 mei 2020 raasde er een windhoos over Loenhout. Er vielen geen slachtoffers.

## Demografische ontwikkeling
- Bronnen:NIS, Opm:1806 tot en met 1970=volkstellingen; 1976 = inwoneraantal op 31 december

## Bezienswaardigheden
- Sint-Petrus-en-Pauluskerk
- De Sint-Quirinuskapel
- Herberg De Keizer heeft zijn uiterlijk uit de 17e eeuw bewaard. Oorspronkelijk was het een jeneverstokerij, vanaf 1858 een school waar de kloosterzusters van Gijzegem les gaven. In 1984 vertrokken de zusters, de restauratie van het gebouw volgde in 1996.
- Het voormalige gemeentehuis, tegenover de kerk, werd gebouwd in 1883 en verbouwd in 1913-1914 (vlak voor de Eerste Wereldoorlog). In 1974 verhuisde het gemeentehuis en deed het gebouw dienst als bibliotheek. In 1989 werd het deels verbouwd tot bibliotheek. In 2012 werd het wijkhuis verbouwd en verhuisde de bibliotheek daarheen.
- In de oude dorpskern (Oud-Dorpsstraat) staan enkele middeleeuwse hoeves. Een van deze hoeves werd na renovatie een stijlvol restaurant, 't Schaliënhuis.
- Aan het einde van de Hofdreef staat het Kasteel van Loenhout. De burgemeesters Albert Montens en zijn zoon Emmanuel Montens woonden op dit kasteel. Momenteel is het kasteel in privébezit.
- Bloemencorso: telkens het tweede weekend van september.

## Natuur en landschap
Loenhout ligt in de Noorderkempen. Het is een vlak gebied met een hoogte van 13-22 meter. Vanuit het zuiden lopen een aantal beken in noordelijke richting, waarvan de Kleine Aa de belangrijkste is. Ter hoogte van de Belgisch-Nederlandse grens komen deze beken bij elkaar om de Aa of Weerijs te vormen.
De A1 en de Hogesnelheidslijn Schiphol - Antwerpen doorsnijden het landschap ten zuidoosten van Loenhout.

## Politiek

### Geschiedenis

#### Lijst van burgemeesters
Loenhout had een eigen gemeentebestuur en burgemeester tot de gemeentelijke fusie van 1977. De Loenhoutse burgemeesters waren:
| Tijdspanne | Tijdspanne  | Burgemeester                       |
| ---------- | ----------- | ---------------------------------- |
|            | 1796 - 1807 | Joannes Vergauwen                  |
|            | 1808 - 1825 | Willem Ferdinand Roubens           |
|            | 1825        | Joannes Carolus Masen (waarnemend) |
|            | 1825 - 1830 | Ignatius de Vinck de Wesel         |
|            | 1831 - 1836 | Petrus Cornelius Vroman            |
|            | 1836 - 1839 | Joannes Franciscus Van Nueten      |
|            | 1839 - 1840 | Jan Baptist Mertens (waarnemend)   |
|            | 1840 - 1845 | Adriaan Mertens                    |
|            | 1846 - 1848 | Petrus Cornelius Vroman            |
|            | 1848 - 1855 | Cornelius Van Looveren             |

| Tijdspanne | Tijdspanne  | Burgemeester                                 |
| ---------- | ----------- | -------------------------------------------- |
|            | 1855 - 1864 | Albert Montens d'Oosterwijck                 |
|            | 1865 - 1870 | Cornelius Van Looveren                       |
|            | 1870 - 1876 | Franciscus Egidius Van Nueten                |
|            | 1876 - 1879 | Adriaan Speltincx                            |
|            | 1879 - 1885 | Joannes Adriaan Van Den Heuvel               |
|            | 1885 - 1896 | Emmanuel Montens d'Oosterwyck (Kath. Partij) |
|            | 1896 - 1920 | Dionisius Jan Stes                           |
|            | 1921 - 1938 | Frans Van Riel                               |
|            | 1939 - 1972 | Jozef Van Looveren                           |
|            | 1972 - 1976 | Jos Ansoms (CVP)                             |

## Cultuur

### Evenementen
Het dorp is vooral bekend door zijn bloemencorso, die jaarlijks plaatsvindt op de tweede zondag van september. Deze corso bestaat al sinds 1952 en is de grootste corso van België. De bloemencorso is een stoet van sierlijke praalwagens die fantasierijke en creatieve onderwerpen uitbeelden. Deze bloemenwagens worden bedekt met duizenden kleurrijke dahlia's en worden allen gebouwd door de Loenhoutse inwoners. Tot 2005 had deze corso als centraal thema kinderfantasie. Inspiratie werd gevonden in sprookjes en tekenfilms. Vanaf 2006 werd dit thema losgelaten. Kinderen staan nog steeds centraal in de corso, maar de ontwerpers kregen meer vrijheid. Na de stoet wordt er per traditie gefeest in een grote tent waarbij jong en oud samenkomen.
Op de eerste zondag van mei vindt er ook jaarlijks een sacramentsprocessie plaats met uitbeeldingen van verschillende heiligenlevens, optredens van de harmonie en de lokale verenigingen. Sinds 2010 bestaat er een samenwerkingsverband tussen de processies van Sint-Lenaerts, Hoogstraten en Loenhout.

## Mobiliteit
Door Loenhout gaat de E19 Antwerpen-Breda en er is een afrit, namelijk afrit 2 'Loenhout'. De snelweg werd geopend in 1972. Aan de oostkant van deze snelweg staan 6 windmolens Loenhout en verder ook één te Hoogstraten en drie te Brecht. Deze zijn gebouwd in 2012. Aan de westkant is er een hogesnelheidslijn (HSL-HST). Dit is de Thalys-verbinding tussen Antwerpen en Amsterdam. Door Loenhout loopt ook de N144.

## Sport
Loenhout is bekend omwille van de jaarlijkse Azencross, een veldritwedstrijd met alle internationale toppers, die tussen Kerstmis en nieuwjaar wordt gereden. Achter het wijkhuis is er een sportpark. Hier zijn, onder andere, een voetbalploeg (Loenhout SK), een korfbalploeg (KC Loenhout) en een vendeliersgilde (Vendeliers Excelsior Loenhout) gevestigd. In de gemeentelijke sporthal is er ook een volleybalclub gevestigd, WEK Loenhout.

## Jeugd
Loenhout heeft een grote variëteit aan jeugdwerking, er zijn twee jeugdbewegingen namelijk KLJ Loenhout en chiro Loenhout. Deze jeugdbewegingen zijn beide gevestigd in sportpark de dorens waar ook jeugdhuis de Raap te vinden is.

## Geboren
- Johannes Stadius (1527-1579), astronoom en wiskundige
- Louis Van Dyck (1862-1937), missionaris in China[5]

## Nabijgelegen kernen
Wuustwezel, Wernhoutsburg, Meer, Hoogstraten, Brecht
Deelgemeenten: Loenhout · Wuustwezel

Overige kernen: Braken · Gooreind · Sterbos

Belgische gemeenten · Arrondissement Antwerpen · Antwerpen · Vlaanderen